# Папатанасиу, Аспасия
Аспасия Папатанасиу (в замужестве Мавромати; 20 октября 1918, Амфиса — 8 июня 2020) — греческая театральная актриса

.
В 1940 году окончила театральную школу при Национальном театре Афин, сыграв свою первую роль в афинском театре М. Котопули спустя год. В годы Второй мировой войны и оккупации Греции войсками Германии, Италии и Болгарии активно участвовала в Движении Сопротивления. Майор Народно-освободительной армии Греции (ЭЛАС). В послевоенные годы входила в состав театральной труппы «Объединённые артисты», однако выступала на сцене с большими перерывами по причине преследований со стороны властей: в 1953—1954 играла в труппе М. Катракиса, в 1957 году — в труппе Пирейского театра. В составе различных трупп побывала с гастролями большинство европейских стран, в том числе в 1963—1964 и 1967 годах в СССР во многих крупных городах страны (Москва, Ленинград, Киев, Тбилиси), исполнив
в спектаклях роли Медеи и Антигоны. В начале 1970-х годах стала гастролировать с моноспектаклями, представлявшими собой сцены из трагедий Софокла и Еврипида, по европейским странам (Великобритания, Нидерланды, Италия, СССР и другие).
Ею написана работа «Γυναικείες μορφές της αρχαίας ελληνικής τραγωδίας» (Женские образы древней греческой трагедии), в которой она исследует эволюцию женских образов в древнегреческих трагедиях.